# Liste der Staatsoberhäupter von Mauritius

Wappen von Mauritius

Dies ist eine Liste der Staatsoberhäupter von Mauritius. 
Mauritius war von der Unabhängigkeit 1968 bis 1992 ein Commonwealth Realm, in welchen der britische Monarch die Rolle des Staatsoberhauptes überfüllt. Seitdem ist es eine parlamentarische Republik.

## Commonwealth Realm Mauritius
| Name                  | Bild | Lebensdaten | Amtszeit                      | Amtsbezeichnung                                                                      | Königliche Standarte von Mauritius |
| --------------------- | ---- | ----------- | ----------------------------- | ------------------------------------------------------------------------------------ | ---------------------------------- |
| Königin Elisabeth II. |      | (1926–2022) | 12. März 1968 – 12. März 1992 | Queen of Mauritius and of Her other Realms and Territories, Head of the Commonwealth | Königliche Standarte von Mauritius |

Königin Elisabeth II. besuchte Mauritius vom 24. bis 26. März 1972, wobei sie auch das Parlament eröffnete. In ihrer restlichen Amtszeit wurde sie von Generalgouverneuren vertreten. 

## Republik Mauritius
| Name                     | Lebensdaten | Amtszeit                             | Amtsbezeichnung      |
| ------------------------ | ----------- | ------------------------------------ | -------------------- |
| Veerasamy Ringadoo       | (1920–2000) | 12. März 1992 – 30. Juni 1992        | Präsident            |
| Cassam Uteem             | (* 1941)    | 30. Juni 1992 – 15. Februar 2002     | Präsident            |
| Angidi Chettiar          | (1928–2010) | 14. Februar 2002 – 18. Februar 2002  | Übergangspräsident   |
| Ariranga Pillay          | (* 1945)    | 18. Februar 2002 – 25. Februar 2002  | Übergangspräsident   |
| Karl Offmann             | (1940–2022) | 25. Februar 2002 – 1. Oktober 2003   | Präsident            |
| Raouf Bundhun            | (* 1937)    | 1. Oktober 2003 – 7. Oktober 2003    | Übergangspräsident   |
| Anerood Jugnauth         | (1930–2021) | 7. Oktober 2003 – 31. März 2012      | Präsident            |
| Monique Ohsan Bellepeau  | (* 1942)    | 31. März 2012 – 21. Juli 2012        | Übergangspräsidentin |
| Rajkeswur Purryag        | (* 1947)    | 21. Juli 2012 – 29. Mai 2015         | Präsident            |
| Monique Ohsan Bellepeau  | (* 1942)    | 29. Mai 2015 – 5. Juni 2015          | Übergangspräsidentin |
| Ameenah Gurib-Fakim      | (* 1959)    | 5. Juni 2015 – 23. März 2018         | Präsidentin          |
| Barlen Vyapoory          | (* 1945)    | 23. März 2018 – 26. November 2019    | Übergangspräsident   |
| Marc France Eddy Balancy | (* 1953)    | 26. November 2019 – 2. Dezember 2019 | Übergangspräsident   |
| Prithvirajsing Roopun    | (* 1959)    | 2. Dezember 2019 – 6. Dezember 2024  | Präsident            |
| Dharam Gokhool           | (* 1949)    | seit 6. Dezember 2024                | Präsident            |